# Plectris bahiensis
Plectris bahiensis är en skalbaggsart som beskrevs av Frey 1975. Plectris bahiensis ingår i släktet Plectris och familjen Melolonthidae. Inga underarter finns listade i Catalogue of Life.